# Hokejový turnaj v Karviné 1972
Hokejový turnaj v Karviné se konal od 11.. do 20. června 1972 v Karviné. Zúčastnila se čtyři mužstva, která se utkala dvoukolově, systémem každý s každým.

## Výsledky a tabulka
|    |                  | TCHA | TCHB | JIH | KAR | V | R | P | Skóre | B  |
| 1. | Československo A | ***  | 3:3  | 7:2 | 4:1 | 5 | 1 | 0 | 32:12 | 11 |
| 2. | Československo B | 2:4  | ***  | 6:2 | 7:2 | 4 | 1 | 1 | 31:15 | 9  |
| 3. | Dukla Jihlava    | 3:6  | 2:5  | *** | 4:5 | 1 | 0 | 5 | 17:30 | 2  |
| 4. | Baník Karviná    | 1:9  | 2:7  | 1:4 | *** | 1 | 0 | 4 | 12:35 | 2  |

 Československo A -  Dukla Jihlava 7:2 (2:0, 1:0, 4:1)
14. června 1972 – Karviná

Branky Československa A: 2x Bohuslav Šťastný, Beránek, Jiří Kochta, Jiří Novák, Vladimír Bednář, Jan Klapáč.

Branky Dukly Jihlava: Křivánek, Antonín Waldhausser.

Rozhodčí:  Milan Vidlák (TCH), Milan Barnet (TCH)
 Československo B -  Baník Karviná  7:2 (1:1, 3:0, 3:1)
14. června 1972 – Karviná
 Československo B -  Dukla Jihlava 6:2 (0:1, 4:0, 2:1)
15. června 1972 – Karviná

Branky Československa B: 3x M. Novák, Miroslav Klapáč, Jiří Vodák, Ján Bačo. 

Branky Dukly Jihlava: Pavel Beránek, Antonín Waldhausser.

Rozhodčí:  Kaiser (TCH), Vrba (TCH)
 Československo A -  Baník Karviná  4:1 (0:0, 0:1, 4:0)
15. června 1972 – Karviná
 Československo A -  Československo B   3:3 (1:0, 2:0, 0:3)
16. června 1972 – Karviná

Branky Československa A: Oldřich Machač, Josef Horešovský, Eduard Novák.

Branky Československa B: Milan Kajkl, Fiala, Milan Nový.
 Baník Karviná -  Dukla Jihlava 5:4
16. června 1972 – Karviná
 Československo B -  Baník Karviná  7:2 (1:0, 4:2, 2:0)
18. června 1972 – Karviná

Branky Československa B: 2x Milan Nový, Miroslav Klapáč, Lubomír Bauer, Bohuslav Ebermann, Jiří Vodák, Ivan Hlinka.

Branky Baníku Karviná: Bros, Strojza.

Rozhodčí: Aleš Pražák (TCH), Rudolf Baťa (TCH) 
 Československo A -  Dukla Jihlava 5:3 (4:0, 1:2, 0:1)
18. června 1972 – Karviná

Branky Československa A: Oldřich Machaš, Bohuslav Šťastný, Eduard Novák, Bedřich Brunclík, Jiří Kochta.

Branky Dukly Jihlava: 2x Křiváček, Pavel Beránek.
 Československo A -  Baník Karviná  9:1 (5:0, 3:0, 1:1)
19. června 1972 – Karviná

Branky Československa A: 4x Jiří Kochta, 3x František Pospíšil, Jiří Novák, Milan Hejduk.  

Branky Baníku Karviná: M. Machač.

Rozhodčí: Michal Bucala (TCH), Ján Liška (TCH)
 Československo B -  Dukla Jihlava 6:2 (3:0, 3:0, 1:2)
19. června 1972 – Karviná

Branky Československa B: 3x Ján Bačo, M. Klapáč, Jiří Vodák, Ivan HLinka.

Branky Dukly Jihlava: Milan Bartoň, Zdeněk Paulík.

Rozhodčí: Ivan Marko (TCH), Ján Liška (TCH)
 Československo A -  Československo B   4:2 (1:1, 1:0, 2:1)
20. června 1972 – Karviná

Branky Československa A: 2x Jan Klapáč, Eduard Novák, Jiří Kochta.

Branky Československa B: Jaroslav Pouzar, Ivan HLinka.
 Dukla Jihlava -  Baník Karviná  4:1 (0:0, 2:1, 2:0)
20. června 1972 – Karviná

Branky Dukly Jihlava: Milan Bartoň, Kupínek, Miroslav Rykl, Hulán.

Branky Baníku Karviná: Suchý.